# Pável Korobkov
Pável Valérievich Korobkov (en ruso, Павел Валерьевич Коробков, Guliston, 18 de octubre de 1990) es un exbaloncestista uzbeko con pasaporte ruso. Con 2,06 metros de estatura, jugaba indistintamente en las posiciones de ala-pívot o pívot.

## Trayectoria

### Primeros años
Korobkov se formó baloncestísticamente en las categorías inferiores del Ural Great Perm, debutando con el equipo sub-23 en 2008. Al año siguiente fichó por el Lokomotiv Kuban para jugar en su segundo equipo.

### Profesional
En junio de 2012 fichó por el Nizhni Nóvgorod de la VTB United League. En su primera temporada completa como profesional promedió 4,0 puntos y 2,0 rebotes por partido.
En 2014 firmó por tres temporadas con el CSKA de Moscú. En su primera temporada en el equipo ganaron la VTB United League tras derrotar en las finales por 3-0 al BC Khimki, título que repitieron en 2016 derrotando en esta ocasión al UNICS Kazan por 3-1. Esa temporada también lograron ganar la Euroliga, la séptima del equipo ruso, derrotando en la final al Fenerbahçe. Korobkov promedió en esta competición 2,9 puntos y 1,4 rebotes por partido.